# Ado (певица)
Ado (яп. アド; род. 24 октября 2002 года) — японская певица. В 2020 году, в возрасте 17 лет, она дебютировала с цифровым синглом под названием «Usseewa», который достиг 1-го места в Billboard Japan Hot 100, Oricon. Песня достигла 100 миллионов прослушиваний в Billboard Japan после 17 недель с момента попадания в чарты, что стало шестым результатом в истории и самым быстрым результатом для сольного исполнителя.
В 2022 году её песня «New Genesis» была использована в качестве музыкальной темы для аниме-фильма Ван-Пис: Красный и возглавила мировой хит-парад топ 100 Apple Music.

## Карьера

### Ранняя жизнь и начало карьеры
Ado родилась 24 октября 2002 года в Токио, Япония.
В 2014 году Ado заинтересовалась музыкой после выхода веб-сайта для обмена видео Niconico на Nintendo 3DS. Она начала смотреть видео на маленьком экране упомянутой портативной игровой консоли и была впечатлена исполнителями каверов на Niconico, которые пели, не показывая своих лиц.
В 2017 году, она начала петь как utaite (интернет-кавер-певица) на Niconico, после того как 10 января 2017 года загрузила видео, на котором она поет кавер-версию песни «Kimi no taion». На Nippon TV она сказала, что за то время, пока она была utaite, она покрыла свой шкаф звукоизоляционным материалом, который купила онлайн, и записывала в нём.
В 2019 году она появилась в цифровом сингле Кудзиры «Kinmokusei», который был выпущен 23 декабря 2019 года. Пару месяцев спустя она появилась в качестве вокалистки в цифровом сингле «Shikabanēze» группы jon-YAKITORY, который был выпущен 29 марта 2020 года. В мае она приняла участие в сборнике Pony Canyon PALETTE4. Она выпустила две песни, «Call boy» с Сюдо и «Taema naku ai-iro» Shishi Shishi, в виде цифровых релизов.

### 2020—н.в: Дебют с «Usseewa»
15 октября 2020 года она объявила, что дебютирует от компании Universal Music Japan. 23 октября, за день до своего 18-летия, она выпустила цифровой сингл «Usseewa», написанный продюсером Vocaloid Сюду. Музыкальное видео, выпущенное на её собственном канале YouTube, достигло 5 миллионов просмотров к 14 ноября. 10 декабря «Usseewa» заняла 1-е место в Spotify Viral 50 Japan. 24 декабря она выпустила свой второй сингл «Readymade», написанный продюсером Vocaloid Surii, в качестве цифрового релиза.
23 января 2021 года «Usseewa» набрал 40 миллионов просмотров на YouTube, а 3 февраля она заняла 1-е место как в чарте цифровых синглов Oricon, так и в чарте потоковой передачи Oricon. 14 февраля она выпустила свой третий сингл «Gira Gira», написанный продюсером Vocaloid teniwoha, в цифровом формате. Четыре дня спустя, 18 февраля, число подписчиков на её канале YouTube превысило 1 миллион.
15 марта «Usseewa» достиг первого места в Billboard Japan Hot 100 , а 20 марта музыкальное видео на YouTube достигло 100 миллионов просмотров через 148 дней после его выхода. 29 марта «Usseewa» достиг 100 миллионов прослушиваний в японском чарте Billboard «Streaming Songs» после 17 недель с момента попадания в чарты, что стало шестым самым быстрым результатом в истории, а певица стала самым молодым сольным исполнителем, попавшим в этот спиок.
27 апреля Ado выпустила свой пятый сингл «Odo», который используется в шоу NHK о продюсерах Vocaloid.
11 июня она была выбрана второй японской исполнительницей в номинации YouTube Artist on the Rise. А 14 июня она выпустила свой шестой сингл «Yoru no Pierrot».
11 декабря она получила награду «Лучший новый азиатский артист (Япония)» на южнокорейской премии Mnet Asian Music Awards.
Ado исполнила песни персонажа Ута в аниме-фильме 2022 года Ван-Пис: Красный; альбом Uta’s Songs: One Piece Film Red, содержащий вокальные композиции из фильма, был выпущен 10 августа. Заглавная песня фильма «New Genesis» возглавила мировые чарты Apple Music Top 100.
С декабря 2022 по январь 2023 года состоялся первый общенациональный концертный тур Ado «Shinkiro» (Mirage), включавший 10 выступлений в шести различных местах по всей Японии.
В октябре 2022 года она подписала контракт с Geffen Records на выпуск музыки в Соединённых Штатах наряду со своим текущим контрактом с Virgin Music.
С июня по сентябрь 2023 года состоялся второй общенациональный концертный тур Ado «Mars», в рамках которого состоялось 14 выступлений в одиннадцати различных местах по всей Японии.
3 августа Ado приняла участие в японскоязычной версии «Unforgiven» южнокорейской гёрл-группы Le Sserafim и Нила Роджерса. Её песня «Kura Kura» (クラクラ) была использована в качестве вступительной темы второго сезона аниме-адаптации Семья шпиона.
Первое мировое турне Ado, Wish, было анонсировано в день её 21-летия в октябре. Планируется, что он пройдёт с февраля по апрель 2024 года. Также планируется, что она выступит с сольным концертом на Национальном стадионе Японии в апреле 2024 года, став первой сольной исполнительницей, которая сделает это.
20 апреля 2024 года Ado анонсировала свой второй студийный альбом Zanmu. В настоящее время выпуск альбома запланирован на 10 июля.
Второе мировое турне Ado, Hibana, также было анонсировано в день её рождения, в октябре 2024 года. Планируется, что оно пройдёт с апреля по август 2025 года и привлечёт более 500 000 человек в более чем 30 городах мира, превзойдя первое мировое турне Wish, состоявшееся в 2024 году и распродавшее все выступления, что сделало его одним из крупнейших мировых туров, когда-либо проведённых японскими артистами.

## Дискография

### Студийные альбомы
- Kyōgen (2022)
- Zanmu (2024)

### Сборники
- Ado no Utattemita Album (2023)
- Ado's Best Adobum (2025)